# Villa Herrlichkeit 26
Die Villa Herrlichkeit 26 in Syke an der Bundesstraße 6, Ecke Steinkamp, stammt von um 1900.
Das Gebäude steht unter Denkmalschutz.

## Geschichte
Das zweigeschossige verputzte historisierende Gebäude mit einem Walmdach, dem Gesims mit Konsolenfries und dem dreiachsigen klassizistischen Mittelrisalit an der Straßenseite wird auch heute als Wohnhaus genutzt und wurde durch einen Anbau erweitert. Hier wohnte Sykes Bürgermeister (von 1956 bis 1968) Wilhelm Ohse (* 1886). gemeinsam mit seiner Gattin Luise, geb. Wolff aus Bremen. Das Grundstück verfügte über einen parkähnlichen Garten, der nach dem Tod Luise Ohses mit Reihenhäusern bebaut wurde.
Die benachbarte sehr ähnliche Villa Herrlichkeit 24 steht auch unter Denkmalschutz.